# Rob Grabert
Robert Karl Baldwin Grabert, detto Rob (Hilfarth, 5 febbraio 1964), è un ex pallavolista olandese.
Giocava nel ruolo di schiacciatore.